# シルベスター (クレーター)
シルベスター (Sylvester) は、月にある大きなクレーターであり、月の北極点の近くに位置する。代数学や整数論の研究を行い、「音楽は感覚の数学であり、数学は理性の音楽である」との名言を遺したイギリスの数学者ジェームズ・ジョセフ・シルベスターにちなんで名づけられた。シルベスターの北にはエルミートが、シルベスターの南にはパスカルが存在する。北極点の近くに位置しているため、太陽の光がほとんど差し込まない。
シルベスターの輪郭は円に近く、くっきりとした周壁が特徴である。周壁の侵食がほとんど見られず、クレーター痕も他のクレーターに比べて少ないことから、比較的若いクレーターであると推測されている。クレーター底は平坦であり、中心点には小さな中心丘が存在する。シルベスターの南東部には、低い周壁を持った小さなクレーターが付随している。

## 従属クレーター
シルベスターのごく近くにある小さな無名のクレーターについては、アルファベットを付加することによって識別される。
| 名称 | 月面緯度     | 月面経度     | 直径  |
| ---- | ------------ | ------------ | ----- |
| N    | 北緯 82.4 度 | 西経 67.3 度 | 20 km |